# Hedychium horsfieldii
Hedychium horsfieldii är en enhjärtbladig växtart som beskrevs av Robert Brown och Nathaniel Wallich. Hedychium horsfieldii ingår i släktet Hedychium och familjen Zingiberaceae. Inga underarter finns listade i Catalogue of Life.

## Bildgalleri

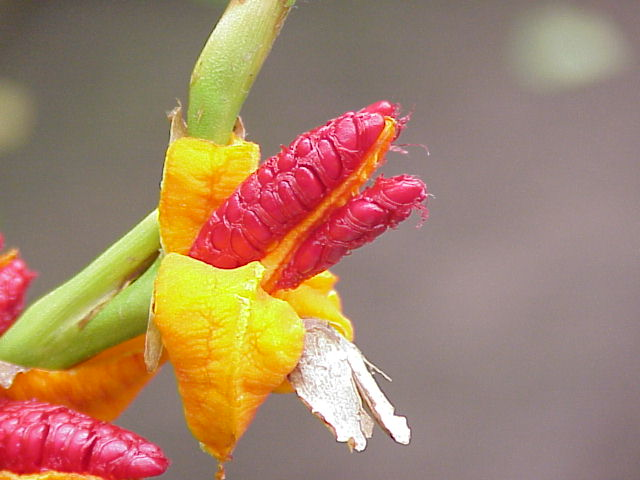
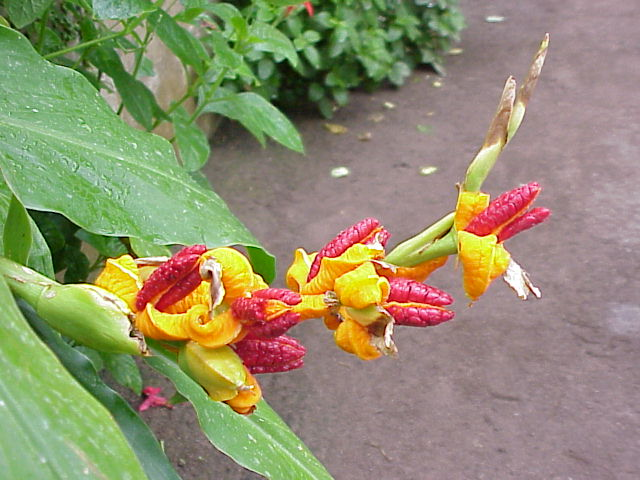
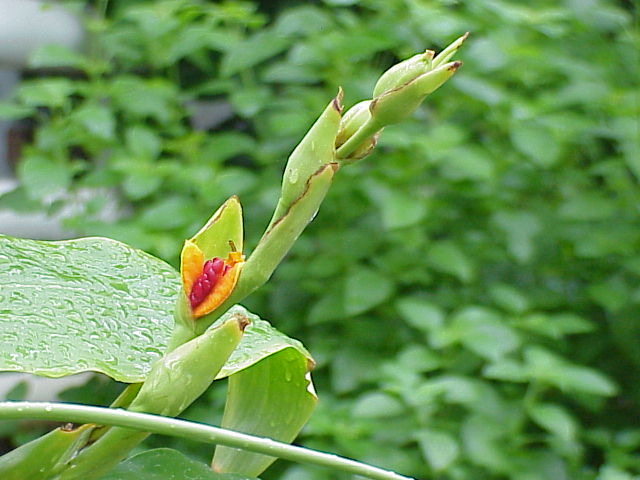
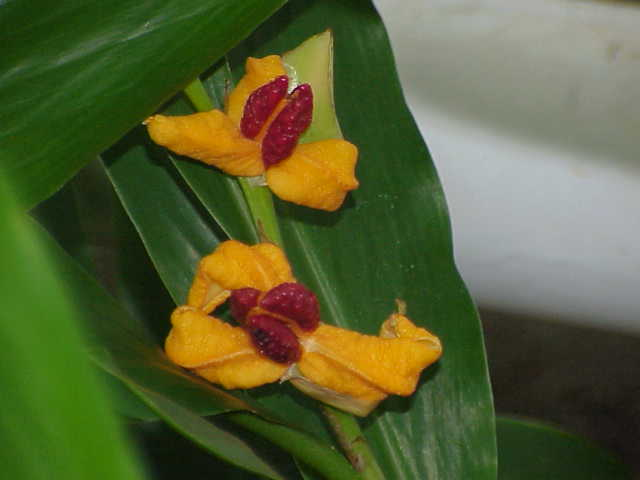